# Fodé Fofana
Fodé Fofana (* 26. Oktober 2002 in Groningen) ist ein niederländisch-guineischer Fußballspieler, der aktuell bei Jong PSV unter Vertrag steht.

## Karriere

### Verein
Fofana begann seine fußballerische Karriere bei Velocitas und der GVAV Rapiditas, ehe er 2013 in La Masia wechselte und 2015 den FC Barcelona verließ. 2015 wechselte er dann zur PSV Eindhoven in die Jugendakademie. In der Saison 2017/18 stand er bereits einmal bei den B-Junioren im Kader. 2018/19 spielte er sowohl für die B- als auch die A-Junioren und spielte insgesamt 10 Mal, wobei er zweimal traf. 2019/20 machte er keine Spiele, aber machte neun Tore in vier Spielen für die A-Junioren und debütierte außerdem am 6. November 2020 (11. Spieltag), als er bei einem 2:1-Sieg über den FC Den Bosch einen Doppelpack erzielte. Anschließend spielte er immer häufiger für die zweite Mannschaft. Anfang der Saison 2021/22 stand er die ersten Male im Kader der Profis und debütierte am 10. August 2021 in der Champions-League-Qualifikation direkt international, als er gegen den FC Midtjylland kurz vor Schluss ins Spiel kam. Am 20. August 2021 verlängerte er mit der PSV bis Juni 2025.

### Nationalmannschaft
Seit September 2021 spielt Fofana für die niederländische U21-Nationalmannschaft.